# Antony Gibbs & Sons
La Antony Gibbs & Sons est une société commerciale britannique, établie à Londres en 1802, dont les intérêts couvraient le commerce du tissu, du guano, du vin et des fruits, et l'ont amenée à s'impliquer dans la banque, le transport maritime et l'assurance.
Ayant été une entreprise familiale via un partenariat depuis sa fondation, au tournant du XXe siècle, elle se concentre sur la banque et l'assurance. Introduite à la Bourse de Londres en 1973, elle a été rachetée par HSBC en 1981 et a constitué la base de sa branche de courtage d'assurances, qui fait désormais partie de la compagnie d'assurance mondiale Marsh & McLennan.

## Histoire

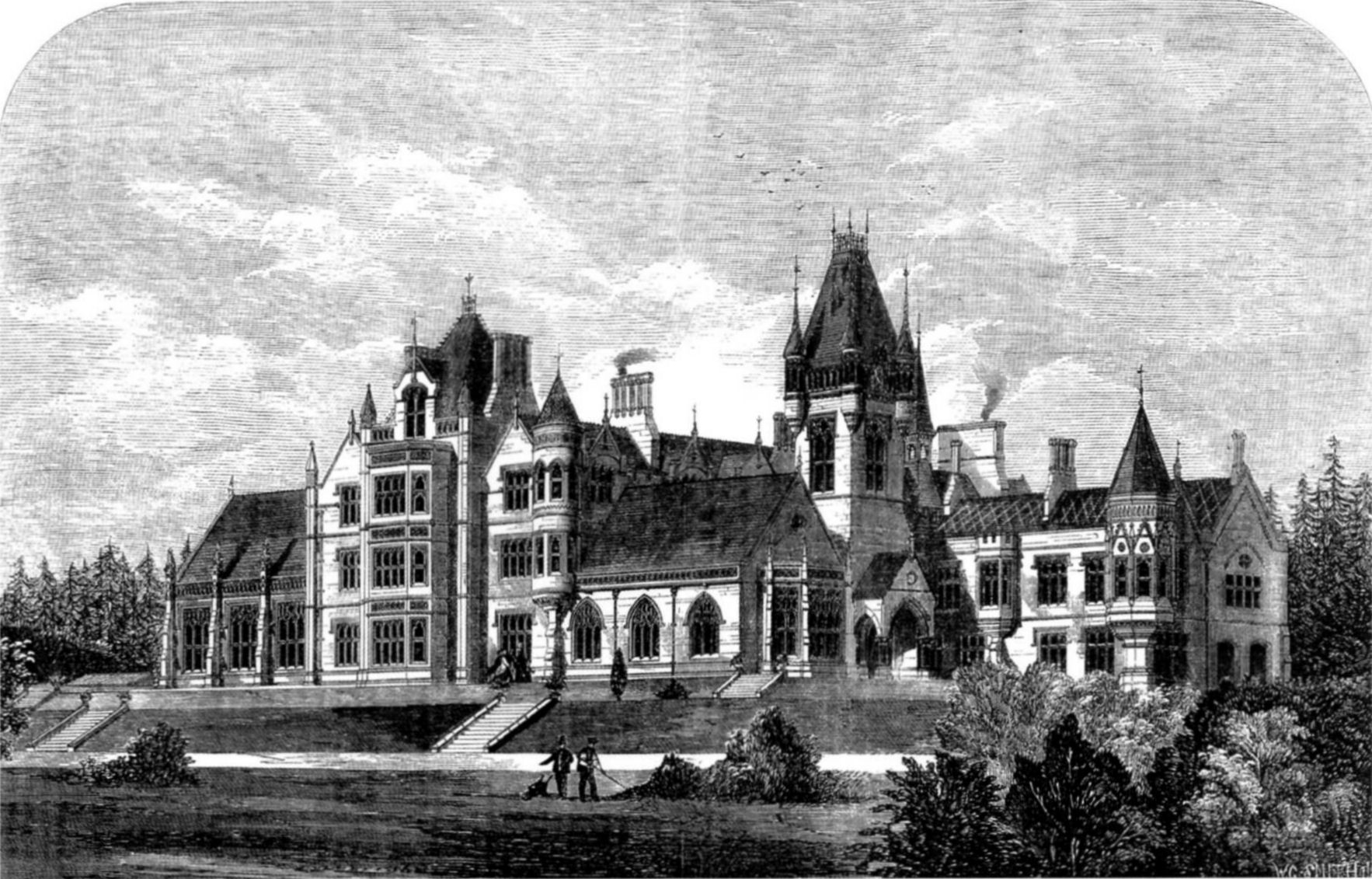
Tyntesfield à Wraxall, maison familiale des Gibbs.

Antony Gibbs (1756–1816) de Clyst St Mary (Devon), est le quatrième fils du Dr George Abraham Gibbs (1718–1794), qui devient chirurgien en chef au Royal Devon and Exeter Hospital (en). Après avoir quitté l'Exeter Grammar School (en), Antony est apprenti chez le marchand Nicholas Brooke, dont l'entreprise fait du commerce avec l'Espagne en exportant des tissus de laine fabriqués localement. Brooke l'envoie à Madrid où il apprend l'espagnol et développe un réseau personnel qui comprend le roi d'Espagne, sa cour, le gouvernement ainsi que les fonctionnaires qui gèrent les colonies espagnoles à l'étranger.
En 1778, en raison des guerres prolongées en Europe continentale, Anthony Gibbs retourne à Exeter et fonde la Gibbs Brothers Cloth Makers avec son frère aîné Abraham et avec le soutien financier de leur père, dans un entrepôt à Exwick (en). Cependant, après la mort du tisserand Abraham en 1782, Anthony épouse l'ancienne fiancée de son frère, Dolly. Mais, ses activités commerciales de tissage, sans l'expertise du tisserand Abraham, font faillite.
S'installant de nouveau à Madrid avec sa femme, Antony Gibbs souhaite rembourser ses créanciers. Là, il reforme son réseau personnel et recommence à exporter du tissu d'Angleterre. Il trouve aussi du profit en exportant du vin et des fruits espagnols vers le Royaume-Uni,. Après la naissance de leur deuxième fils William en 1790, la famille revient dans le Devon et s'installe à Lower Cleave (Northam).
En 1808, Antony Gibbs déménage sa famille et son entreprise à Londres, achetant une maison sur Dulwich Common. Avec l'aide de Vicary Gibbs, il est nommé l'un des quatre commissaires nommés par décret en conseil traitant des intérêts immobiliers britanniques du gouvernement portugais. En conséquence, il fonde la société Antony Gibbs & Co,,,.
Rejoint en 1808 par son fils aîné George Henry, il élargit l'entreprise à la banque d'affaires. En 1813, les deux sont rejoints par William,. William est envoyé en Espagne, mais à la mort de son père en 1815, il rentre chez lui pour diriger l'entreprise avec son frère. Les deux jurent de rembourser les dettes de leur père et de leur grand-père et y parviennent avec tous les intérêts en 1840. Henry meurt en 1842,.
L'entreprise prospère en diversifiant ses activités, telles le commerce du guano. Elle finance et organise aussi des expéditions dont au Groenland en 1863. Elle obtient alors une charte pour le droit exclusif de commerce avec la côte est du Groenland. Mais, l'expédition, commandée par le chimiste et minéralogiste John William Tayler, partie le 21 août 1863 de Gravesend dans le but de fonder une station à Ekalumiut et bloquée par les glaces et renonce en septembre à les franchir. Une deuxième expédition en 1864, toujours commandée par Tayler, sur un navire construit tout-exprès, le Erik à Dundee, partie de Reykjavík en Islande, renonce également.
Depuis sa fondation jusqu'à son introduction à la Bourse de Londres en 1973, la société est formée et exploitée comme un partenariat familiale,.
Lors de l'introduction en bourse, Midland Bank acquiert une participation et, en 1981, HSBC achète l'ensemble de l'activité pour former la base de HSBC Insurance Brokers,. Après avoir dissous la société en 2005 et entièrement absorbé les actifs de sa structure de groupe, HSBC a ensuite vendu sa branche de courtage d'assurance commerciale à Marsh McLelland en 2012.